# 向榮
向榮（1792年—1856年）， 字欣然，汉族 ，四川省夔州府大宁縣（今重慶市巫溪縣）人。清朝名將，曾參與太平天國之戰，有《向荣奏稿》传世。

## 生平
向荣为陕甘总督杨遇春所提攜。随杨遇春镇压河南滑县天理教李文成和新疆回民张格尔叛乱。
道光十三年（1833年），直隶总督琦善知向榮才，迁开州协副将。海疆戒严，率兵驻防山海关。二十七年（1847年），擢升为四川提督。三十年（1850年），改任湖南提督、陕西固原提督、廣西提督；清咸豐時欽差大臣。
咸丰三年（1853年）二月建立江南大營圍困天京，向荣以孝陵卫的江南大营为中心，在尧化门、黄马群、孝陵卫、高桥门、秣陵关、溧水一帶建立防線。當時大營纪律败坏，甚至拦路行劫，杀人越货，“各兵勇与本地居民结为婚姻，生有子女，各怀室家之念”。
咸丰六年（1856年）四月，石達開经皖南入江苏，採声东击西策略，先遣一部占领溧水，向荣中计，连续派军争夺溧水，造成江南大營兵力空虛。秦日纲部於5月26日至瓜洲，并自瓜洲渡江，攻打黄泥洲。向荣急令張國樑由溧水星夜赶回。吉尔杭阿率军来救，被包围于烟礅山。6月8日，张国梁在丹徒遭到大敗。太平軍大破江南大營，6月19日破曉，石达开、秦日纲二部人马即猛攻仙鹤门，“抄断大营后路”，6月20日，石达开自统大军猛攻青马群，“各营火药、铅弹俱已打完”，7月初，向榮退守丹陽，與秦日綱激戰月餘，太平軍始终未能突破丹阳城防。咸丰六年六月初一日（7月2日），向榮被革去湖北提督职，留任钦差大臣，继续督办军务。咸丰六年七月初九日（8月9日），向榮以年老多病，腿足患疾，又遭此惨败，忧忿而死。又一說咸丰六年七月（8月9日）向榮在营帐自盡身亡。卒諡忠武。
向榮死後，由江南提督和春升任接掌欽差大臣。